# Двоєшки
Двоєшки (рос. Двоешки) — присілок Гагарінського району Смоленської області Росії. Входить до складу Єльнинського сільського поселення.
Населення — 3 особи (2007 рік).